# Jacques Masangu
Jacques Masangu-A-Mwanza (connu comme Jacques Masangu, né à Kipushi au Congo belge, actuellement République démocratique du Congo, le 20 novembre 1928) est un homme d'état et diplomate congolais, qui a été à plusieurs fois ambassadeur dans différents pays,.

## Biographie

### Début de la carrière politique
Originaire du Katanga (actuellement Haut-Katanga), Jacques Masangu a fait ses études à l'institut Solvay de l'Université libre de Bruxelles où il a obtenu un diplôme en sociologie et en droit diplomatique en 1960.
Jacques Masangu a été élu au sénat au moment de l'indépendance le 30 juin 1960. Il est devenu le premier vice-président du sénat congolais à Leopoldville (actuelle Kinshasa) la capitale du pays le 22 juin 1960. Il a remporté les élections du premier vice-président; président avec 40 voix (51%) contre Michel Denge qui a obtenu 37 voix (48%) et Joseph Okito qui n'a obtenu qu'une 1 voix (1%).

### État du Katanga
Le 11 juillet 1960, le président provincial Katangais Moise Tshombe a déclaré la province riche en minéraux indépendante en tant qu'État du Katanga. Le 15 juillet, Masangu s'est rallié aux côtés de Tshombe et a été envoyé à Bruxelles, capitale de l'ancien pays colonisateur la Belgique, pour représenter le nouvel État en tant que ministre résident de l'État du Katanga auprès de la Communauté économique européenne. Le bureau a été nommé Délégation permanente auprès du Marché commun européen.
En mars 1961, des efforts de médiation entre Léopoldville et Élisabethville (actuellement Lubumbashi) sont entrepris par le président malgache Philibert Tsiranana. Joseph Kasa-Vubu, Joseph Iléo et Cyrille Adoula des autorités centrales ont rencontré les autorités katangaises dans la capitale malgache Antananarivo. Les résultats ont été favorables à la partie katangaise. Lorsque les troupes armées katangaises prennent la ville de Manono le même mois, Tshombé est au faîte de sa gloire. Une conférence de suivi de la conférence d'Antananarivo était prévue à Coquilhatville (actuellement Mbandaka) en avril-mai 1961. Masangu avertit Tshombe des dangers possibles de se rendre dans la ville en territoire hostile. Lors de la conférence, Tshombe et le ministre katangais des Affaires étrangères Évariste Kimba ont été arrêtés par les autorités de Léopoldville. Masangu et son collègue basé à Paris, Dominique Diur se sont réunis à Milan avec Joseph Iléo, Mario Cardoso et Julien Kasongo, représentants du gouvernement central, pour obtenir la libération de Tshombe et Kimba.
Après le rétablissement des relations diplomatiques entre Léopoldville et Bruxelles, le gouvernement belge demande au bureau katangais de Bruxelles de fermer ses portes. Le bureau de Bruxelles ferma le 26 janvier 1962 et fut remplacé par l'Office culturel et économique du Katanga. Le 7 avril 1962, Masangu a démissionné et a été remplacé par Odilon Mwenda. En décembre 1962, il revient à Léopoldville comme sénateur dans le gouvernement central. De retour au service du gouvernement de Léopoldville, Masangu a déménagé à Washington en tant que ministre conseiller pour le Congo, où il n'est resté que deux mois.

### Carrière diplomatique et commerciale
En 1963, Masangu est nommé vice-premier ministre chargé des affaires sociales dans le gouvernement de Cyrille Adoula et, à ce titre, il assiste aux funérailles nationales de John F. Kennedy. Son chef de cabinet, Oscar Mudiay, a ensuite été nommé par le gouvernement de Léopoldville en tant que commissaire spécial chargé de l'installation des institutions dans le nord du Katanga,. Au cours de la période de différentes crises au sein du parti Balubakat en 1963-1964, Masangu a joué un rôle important dans leur installation en tant que membre éminent du parti au gouvernement central.
De 1966 à 1977, il a occupé plusieurs postes diplomatiques. En tant qu'ambassadeur auprès de la République fédérale d'Allemagne, Masangu a assisté aux funérailles d'État du chancelier ouest-allemand Konrad Adenauer. Tshombe, alors condamné à mort par contumace et vivant en exil à Madrid , a eu l'occasion de signer le livre de condoléances d'Adenauer à l'ambassade ouest-allemande à Madrid. En conséquence, Masangu a été interpellé au Congo le 17 mai 1967. Plus tard, Masangu est devenu représentant auprès de l'AIEA à Vienne, ambassadeur en Italie et représentant auprès de la FAO. Il a présenté ses lettres de créance au président italien Giuseppe Saragat le 17 octobre 1969. Pendant son séjour en Italie, le président congolais Mobutu Sese Seko l'a nommé président du conseil d'administration d'Air Congo. Concernant la nomination, le journal congolais L'étoile a commenté que Mobutu "a montré son appréciation pour les efforts louables des diplomates congolais à l'étranger". Par la suite, Masangu a été nommé ambassadeur en Suisse. Masangu a terminé sa carrière diplomatique à La Haye, où il a été ambassadeur du Congo aux Pays-Bas, agent à la Cour internationale de justice (CIJ) et membre du conseil d'administration de la Cour permanente d'arbitrage. Il a représenté le Congo lors de l'affaire qui a créé un précédent devant la CIJ concernant Abdoulaye Yerodia Ndombasi. Au Congo, il a été président du conseil d'administration de la Société Financière de Développement (SOFIDE). Masangu a fondé la chaîne de radio et de télévision Kyondo Radio Télévision basée à Lubumbashi en 2011 et a soutenu l'organisation après un incendie en 2019,.

## Vie privée
Jacques Masangu est le père de Jean-Claude Masangu Mulongo, ancien gouverneur de la banque centrale du Congo (BCC). De plus, le frère de l'épouse de Jacques Masangu, Roger Kabulo, était le chef de cabinet du politicien balubakat Jason Sendwe.